# Mofeta teixó d'Indonèsia
La mofeta teixó d'Indonèsia (Mydaus javanensis) és una espècie de mamífer carnívor de la família de les mofetes (Mephitidae) oriünda de Java, Sumatra, Borneo i les illes Natuna. Viu a altituds d'entre 0 i 2.000 msnm a Indonèsia, Malàisia i, possiblement, Brunei. El seu hàbitat natural són els boscos, tant primaris com secundaris, i els espais oberts adjacents. És una espècie en risc mínim, és a dir, no sembla que hi hagi cap amenaça significativa per a la seva supervivència. El seu nom específic, javanensis, significa ‘de Java’ en llatí.